# Фракція (хімія)
Фра́кція (від лат. fractio - «розламування, подрібнення») — частка речовини, що відбирається під час перегонки. Суміш поділяється на фракції залежно від температури кипіння речовин. Використовується, у виробництві спиртних напоїв, палива із нафти (бензинові, лігроїнові, гасові та дизельні фракції).